# La Milliardaire
Pour les articles homonymes, voir Milliardaire (homonymie).

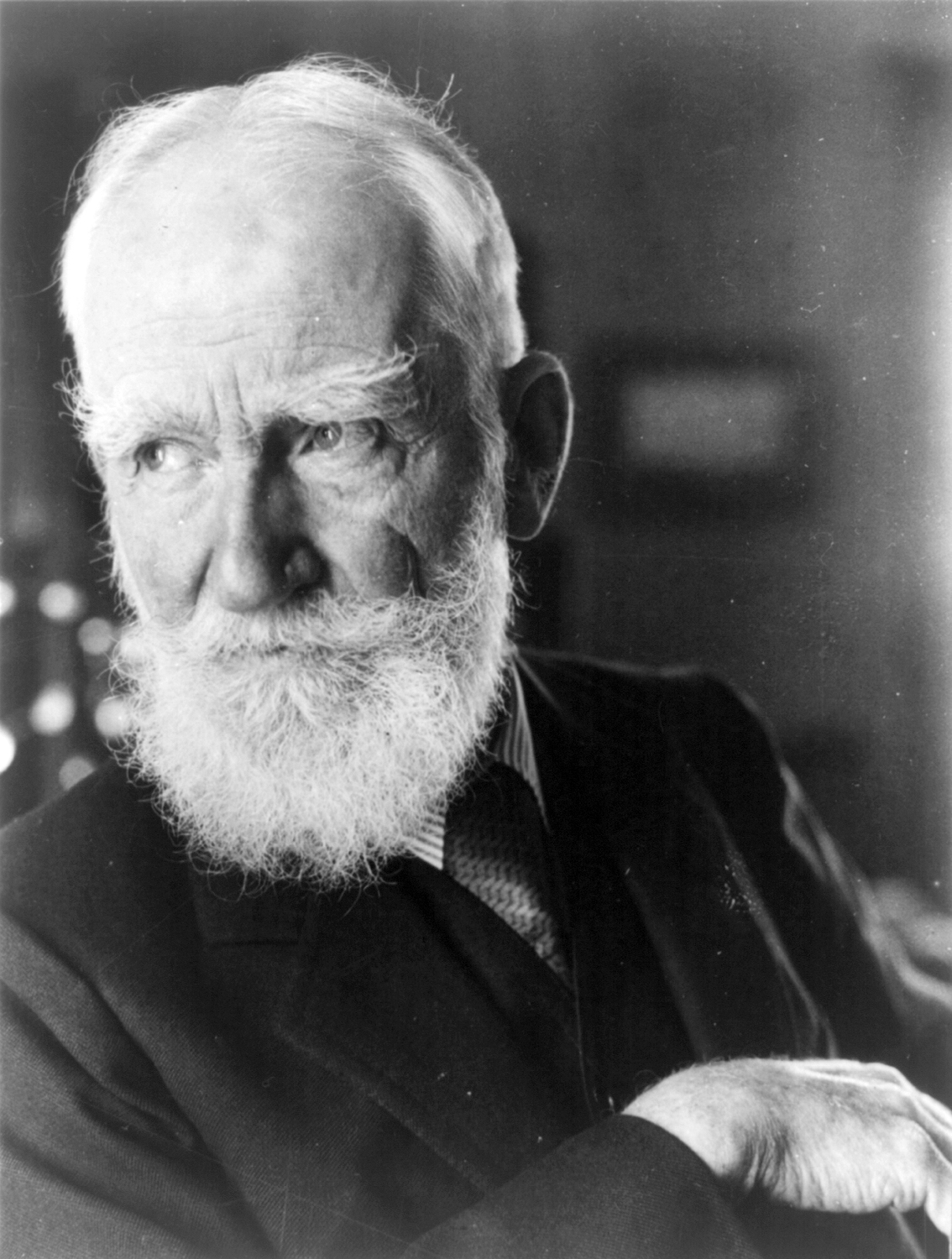
George Bernard Shaw

La Milliardaire (en anglais The Millionairess) est une pièce de théâtre de George Bernard Shaw écrite en 1934.
Versions françaises :
- Aubier, éditions Montaigne, 1955. Version française de A. et H. Hamon. Avec une préface de l'auteur sur les patrons datée de 1935.
- Édition de l'Arche, 1985. Version française de Mireille Davidovici.

## La pièce
Comédie satirique en quatre actes, se déroulant dans la haute société et les bas-fonds de Londres dans les années 1930.
Epifania, la « milliardaire » est une maîtresse femme, tyrannique et pleine de charme, qui séduit et manipule les personnages qui gravitent autour d'elle.
Lors de sa rencontre fortuite avec un médecin égyptien, soignant des compatriotes pauvres, il s'opère un changement dans la pièce : l'argent et le pouvoir peuvent s'allier au talent et à l'humanisme.
Dans sa préface de 1935, Bernard Shaw aborde, entre autres sujets, celui de la place qu'occupent, dans la société les tyrans, les despotes, les autocrates, les dictateurs... en l'illustrant d'exemples puisés dans l'Histoire et l'actualité de son époque.

## Les personnages
- Julius Sagamore, l'avocat.
- Epifania Ognisanti di Parega Fitzfassenden, la milliardaire.
- Alastair Fitzfassenden, son mari.
- Patricia Smith.
- Adrain Blenderbland.
- Le docteur.
- L'Homme (Joe).
- Sa femme.
- Un directeur d'hôtel.